# Municipio de Seneca (condado de Monroe)
El municipio de Seneca (en inglés: Seneca Township) es un municipio ubicado en el condado de Monroe en el estado estadounidense de Ohio. En el año 2010 tenía una población de 486 habitantes y una densidad poblacional de 8,35 personas por km².

## Geografía
El municipio de Seneca se encuentra ubicado en las coordenadas 39°49′36″N 81°16′16″O / 39.82667, -81.27111. Según la Oficina del Censo de los Estados Unidos, el municipio tiene una superficie total de 58.18 km², de la cual 58,17 km² corresponden a tierra firme y (0,01 %) 0,01 km² es agua.

## Demografía
Según el censo de 2010, había 486 personas residiendo en el municipio de Seneca. La densidad de población era de 8,35 hab./km². De los 486 habitantes, el municipio de Seneca estaba compuesto por el 98,35 % blancos, el 0,82 % eran afroamericanos, el 0,21 % eran asiáticos y el 0,62 % eran de una mezcla de razas. Del total de la población el 0 % eran hispanos o latinos de cualquier raza.